# 加尔达新堡
加尔达新堡（義大利語：Castelnuovo del Garda）是意大利威尼托大区维罗纳省的一个市镇。总面积34.68平方公里，人口12407人，人口密度357.8人/平方公里（2009年）。国家统计（ISTAT）代码为023022。

## 友好城市
- 德国艾施河畔诺伊施塔特 1988年
- 斯洛維尼亞特雷布涅 2001年